# Isidre Escorihuela
Isidre Escorihuela, o Escorigüela en grafia de l'època, (Alacant, mitjans del segle xvii – març del 1723) fou un compositor valencià de l’època del Barroc.
Va ser mestre de capella de la Catedral de Tarragona, de la Capella de la Col·legiata de Xàtiva i de la Col·legiata de Sant Nicolau d’Alacant.
A banda del seu prestigi com a mestre de capella, se’l coneix per ser un compositor molt destre, representatiu del canvi d’estil que es produí entre finals del s. XVII i principis del s. XVIII.

## Vida i Música
Amb Escorihuela començà una nissaga de músics: el seu nebot Josep Escorihuela, amb qui sovint es confonen les seves composicions pel fet de tenir el cognom en comú, el tenor Josep Vives i posteriorment Pascual Vives. Molt probablement Isidre participà com a mentor en la formació del seu nebot.
Fou mestre de capella de la catedral de Tarragona, càrrec que ocupà del 6 d’octubre de 1672, quan va substituir Benet Buscarons, fins al 1677.
El juliol de 1677 es van celebrar unes oposicions al Reial Col·legi del Corpus Christi de València per ocupar la vacant de magisteri catedralici de València, però la plaça fou concedida a Aniceto Baylón. Novament oposità el desembre de 1686, durant la seva estança com a mestre de capella de la col·legiata de Xàtiva per la vacant del Reial Col·legi del Corpus Christi, juntament amb Josep Andreu, Jacinto Escobar, Francisco Sarrión i Máximo Ríos. En aquesta ocasió, tot i haver quedat seleccionat en primer lloc, li van donar la plaça a Máximo Ríos. A conseqüència d’aquest fet, Escorihuela presentà denuncies i nombrosos recursos, però sense èxit.
Posteriorment, el 1677, fou nomenat mestre de capella de la Col·legiata de Xàtiva fins al 1690, quan es traslladà a la Col·legiata de Sant Nicolás d’Alacant, substituint a Bautista Lillo, fins a la seva jubilació el 1716, quan el va succeir Manuel Comeres. La seva presencia durant els anys de la seu alacantina fou interrompuda diverses vegades. Entre 1691 i 1694 ocupà el magisteri de la catedral de Tarragona i entre 1700 i 1707 el de Xàtiva. Posteriorment, fou mestre de la Col·legiata de Sant Nicolás, en la qual fou substituït per Pere Cunyat, Jordi Rodríguez, Tomás Garcia i Francisco Zacarías Juan.
Prengué partit per Francesc Valls en defensa de la Missa Escala Aretina el 25 d’agost de 1715, posicionant-se en la línia progressista dels compositors hispànics de la seva època.
Segons Saldoni, Escorihuela morí el 19 de març de 1723. Ara bé, hi ha altres autors, com Pedrell, Climent o Querol, que daten el seu traspàs el dia 8 de març de 1723.

## Producció Musical
Es conserven obres seves al Reial Col·legi del Corpus Christi de València, a la Catedral metropolitana de València, al Fons Musical de l'Església Parroquial de Sant Pere i Sant Pau de Canet de Mar (CMar) i majoritàriament a la Biblioteca de Catalunya, tot i que no en totes les obres catalogades es troba el seu nom i el seu cognom, fet que dificulta l’atribució de la seva autoria.
Entre les seves obres destaquen els villancets a 4v i 8v, “tonos” per a solista i a 4v, salms a 8v i 12v, motets a 4v i a 6v i una missa amb ministrils a 12v.
Ernesto Villar, músic i estudiós de la Col·legiata de San Nicolás d’Alacant, atribueix a Escorihuela un Ofici de Difunts a 4v.

## Obres
- Al ver que Dios, villancet a 8 veus
- Beatus vir, salm a 8 veus
- Christus factus, motet a sis veus
- La fuente angular, motet a sis veus
- Marineros, temed, "tono" a veu sola
- Milagro abreviado, "tono" per a veu sola
- No tires más, "tono" a 4 veus
- Que si tienen color la azucena, "tono" a quatre veus
- Que sí tiene, sí..., villancet a vuit veus
- Quién me adivina, villancet a vuit veus
- Quién por los montes camina, "tono" a 4 veus dedicat a sant Francesc Xavier